# Ruellia drummondiana
Ruellia drummondiana är en akantusväxtart som först beskrevs av Christian Gottfried Daniel Nees von Esenbeck, och fick sitt nu gällande namn av Samuel Frederick Gray. Ruellia drummondiana ingår i släktet Ruellia och familjen akantusväxter. Inga underarter finns listade i Catalogue of Life.